# Praefurnium

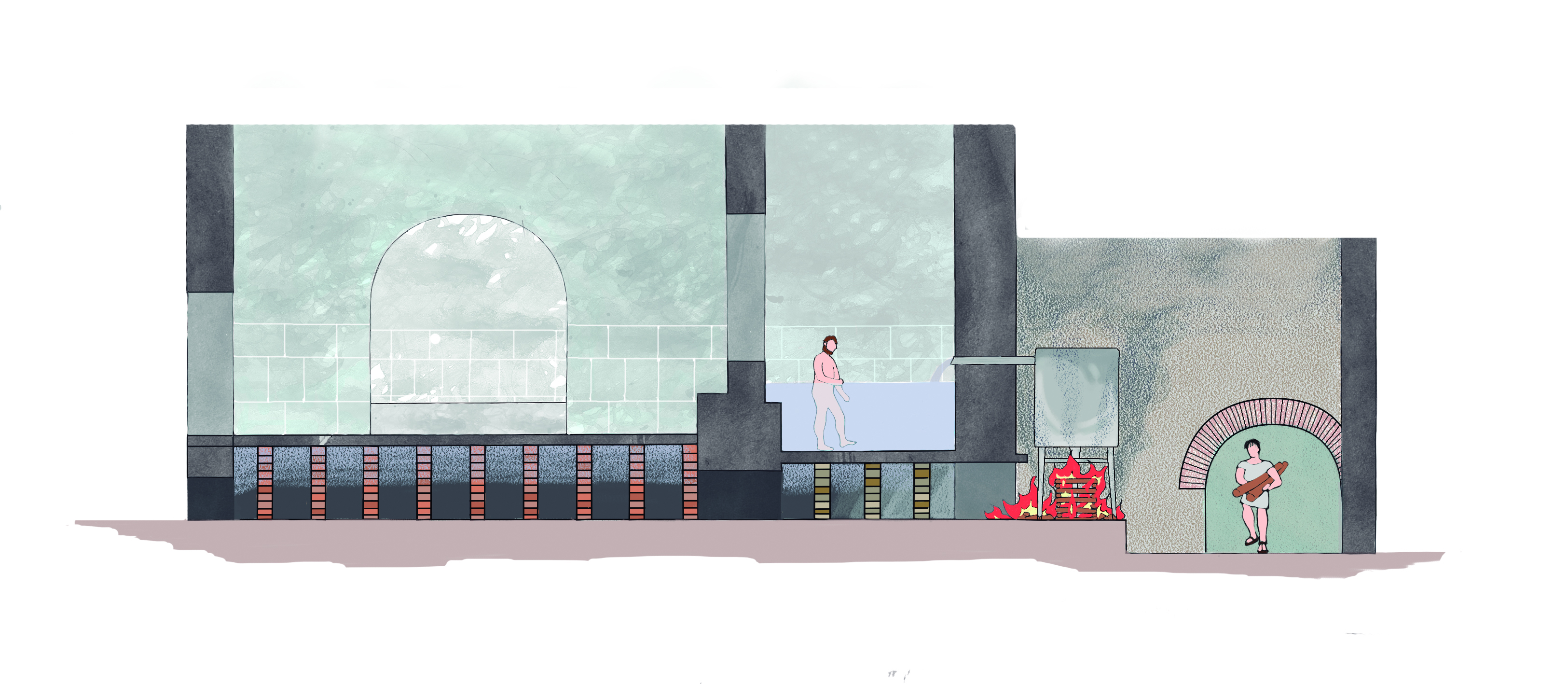
Hypocaustum onder een Romeinse villa met rechts het praefurnium.

Het praefurnium was de stookruimte van het hypocaustum, waarmee ten tijde van de Romeinen gebouwen werden verwarmd. In de thermen werd het praefurnium tevens gebruikt voor de verwarming van het water voor de warme en hete baden.

## Geschiedenis
Vloerverwarming werd uitgevonden in het oude Korea en werd daar ondol genoemd. De stookruimte (agungi) bevond zich hier meestal in het gebouw en werd ook gebruikt om op te koken. De oude Grieken gebruikten in de 5e eeuw v.Chr. een verwarmingssysteem dat al veel leek op het Romeinse hypocaustum om de Tempel van Artemis in Efeze te verwarmen. De warmte werd hier echter door buizen onder de vloer verspreid.
Met de term praefurnium werd oorspronkelijk de stookopening van een oven aangeduid. Dit werd ook de benaming van de stookruimte van het Romeinse hypocaustum, dat volgens Plinius aan het begin van de 1e eeuw v.Chr. door Sergius Orata werd uitgevonden.

## Beschrijving
De hitte van het met hout gestookte praefurnium werd naar holle ruimtes onder de te verwarmen vertrekken geleid. Deze ruimtes hadden zwevende vloeren (suspensurae), die steunden op kleine bakstenen pilaartjes, pilae genaamd. De huizen van de rijkere Romeinen in het gehele Romeinse Rijk hadden vaak vloerverwarming. In de thermen, de Romeinse badhuizen, zorgde het hypocaustum voor de verwarming van het tepidarium (lauw-warme ruimte), het caldarium (hete ruimte), het sudatorium (vochtige zweetruimte) en het laconicum (droge zweetruimte). Voor de verwarming van het badwater werden boven het praefurnium drie grote bronzen ketels geplaatst, met respectievelijk koud, lauw en warm water. De ketels waren met elkaar verbonden, zodat als er water vanuit de ketel met lauw water naar de ketel met heet water stroomde er een gelijke hoeveelheid water van de "koude" naar de "lauwe" ketel stroomde.